# NBA-Draft 2021
Das NBA-Draft-Verfahren 2021 fand am 29. Juli 2021 im Barclays Center in Brooklyn, New York statt.
Die Draftlotterie zur Feststellung der Auswahlreihenfolge auf den ersten Plätzen wurde am 22. Juni 2021 durchgeführt. Die Detroit Pistons wurden dort als Mannschaft mit dem ersten Auswahlrecht ausgelost. Zuletzt hatten sie 1970 das Recht, als erste Mannschaft einen Spieler auszusuchen. Die Lotterie erbrachte auf den zweiten bis vierten Plätzen folgende Reihenfolge: Houston Rockets, Cleveland Cavaliers, Toronto Raptors.
Als Spieler mit den besten Aussichten, auf einem der ersten drei Plätze ausgewählt zu werden, nannten Vorschauranglisten oft Cade Cunningham, Jalen Green, Evan Mobley und Jalen Suggs. Die beiden erstgenannten Spieler wurden an erster und zweiter Stelle ausgewählt, Mobley als Dritter, Suggs als Fünfter. Unter den in Frage kommenden Spielern aus deutschsprachigen Ländern wurden den Deutschen Franz Wagner und Ariel Hukporti Chancen eingeräumt, von einer NBA-Mannschaft ausgewählt zu werden. Die Orlando Magic entschieden sich an achter Stelle für Wagner, Hukporti hatte seine Anmeldung zurückgezogen.

## 1. Auswahlrunde
Abkürzungen: PG = Point Guard, SG = Shooting Guard, SF = Small Forward, PF = Power Forward, C = Center; Fr. = Freshman, So. = Sophomore, Jr. = Junior, Sr. = Senior 
| Pick | Spieler          | Position | Nationalität                 | Franchise                                                 | vorheriges Team/College          |
| ---- | ---------------- | -------- | ---------------------------- | --------------------------------------------------------- | -------------------------------- |
| 1    | Cade Cunningham  | PG       | Vereinigte Staaten           | Detroit Pistons                                           | Oklahoma State (Fr.)             |
| 2    | Jalen Green      | SG       | Vereinigte Staaten           | Houston Rockets                                           | NBA G League Ignite (G-League)   |
| 3    | Evan Mobley      | C        | Vereinigte Staaten           | Cleveland Cavaliers                                       | USC (Fr.)                        |
| 4    | Scottie Barnes   | SF       | Vereinigte Staaten           | Toronto Raptors                                           | Florida State (So.)              |
| 5    | Jalen Suggs      | PG       | Vereinigte Staaten           | Orlando Magic                                             | Gonzaga (Fr.)                    |
| 6    | Josh Giddey      | PG       | Australien                   | Oklahoma City Thunder                                     | Adelaide 36ers (Australien)      |
| 7    | Jonathan Kuminga | SF       | Demokratische Republik Kongo | Golden State Warriors (von Minnesota)                     | NBA G League Ignite (G-League)   |
| 8    | Franz Wagner     | SF       | Deutschland                  | Orlando Magic (von Chicago)                               | Michigan (So.)                   |
| 9    | Davion Mitchell  | PG       | Vereinigte Staaten           | Sacramento Kings                                          | Baylor (Jr.)                     |
| 10   | Ziaire Williams  | SF       | Vereinigte Staaten           | New Orleans Pelicans (nach Memphis getradet)              | Stanford (Fr.)                   |
| 11   | James Bouknight  | SG       | Vereinigte Staaten           | Charlotte Hornets                                         | Connecticut (So.)                |
| 12   | Joshua Primo     | SG       | Kanada                       | San Antonio Spurs                                         | Alabama (Fr.)                    |
| 13   | Chris Duarte     | SG       | Dominikanische Republik      | Indiana Pacers                                            | Oregon (Sr.)                     |
| 14   | Moses Moody      | SG       | Vereinigte Staaten           | Golden State Warriors                                     | Arkansas (Fr.)                   |
| 15   | Corey Kispert    | SF       | Vereinigte Staaten           | Washington Wizards                                        | Gonzaga (Sr.)                    |
| 16   | Alperen Şengün   | C        | Türkei                       | Oklahoma City Thunder (von Boston, nach Houston getradet) | Beşiktaş Istanbul (Türkei)       |
| 17   | Trey Murphy III  | SF       | Vereinigte Staaten           | Memphis Grizzlies (nach New Orleans getradet)             | Virginia (Jr.)                   |
| 18   | Tre Mann         | PG       | Vereinigte Staaten           | Oklahoma City Thunder (von Miami)                         | Florida (So.)                    |
| 19   | Kai Jones        | C        | Bahamas                      | New York Knicks (nach Charlotte getradet)                 | Texas (So.)                      |
| 20   | Jalen Johnson    | SF       | Vereinigte Staaten           | Atlanta Hawks                                             | Duke (Fr.)                       |
| 21   | Keon Johnson     | SG       | Vereinigte Staaten           | New York Knicks (von Dallas, nach L.A. Clippers getradet) | University of Tennessee (Fr.)    |
| 22   | Isaiah Jackson   | PF       | Vereinigte Staaten           | Los Angeles Lakers (nach Indiana getradet)                | Kentucky (Fr.)                   |
| 23   | Usman Garuba     | PF       | Spanien                      | Houston Rockets (von Portland)                            | Real Madrid (Spanien)            |
| 24   | Josh Christopher | SG       | Vereinigte Staaten           | Houston Rockets (von Milwaukee)                           | Arizona State (Fr.)              |
| 25   | Quentin Grimes   | SG       | Vereinigte Staaten           | Los Angeles Clippers (nach New York getradet)             | Houston (Jr.)                    |
| 26   | Bones Hyland     | SG       | Vereinigte Staaten           | Denver Nuggets                                            | VCU (So.)                        |
| 27   | Cameron Thomas   | SG       | Vereinigte Staaten           | Brooklyn Nets                                             | LSU (Fr.)                        |
| 28   | Jaden Springer   | SG       | Vereinigte Staaten           | Philadelphia 76ers                                        | Tennessee (Fr.)                  |
| 29   | Day'Ron Sharpe   | C        | Vereinigte Staaten           | Phoenix Suns (nach Brooklyn getradet)                     | North Carolina (Fr.)             |
| 30   | Santi Aldama     | PF       | Spanien                      | Utah Jazz (nach Memphis getradet)                         | Loyola University Maryland (So.) |

## 2. Auswahlrunde
| Pick | Spieler                | Position | Nationalität       | Franchise                                                  | vorheriges Team/College        |
| ---- | ---------------------- | -------- | ------------------ | ---------------------------------------------------------- | ------------------------------ |
| 31   | Isaiah Todd            | PF       | Vereinigte Staaten | Milwaukee Bucks (an Washington Wizards abgegeben)          | NBA G League Ignite (G-League) |
| 32   | Jeremiah Robinson-Earl | PF       | Vereinigte Staaten | New York Knicks (an Oklahoma City Thunder abgegeben)       | Villanova (So.)                |
| 33   | Jason Preston          | PG       | Vereinigte Staaten | Orlando Magic (an Los Angeles Clippers abgegeben)          | Ohio (Jr.)                     |
| 34   | Rokas Jokubaitis       | PG       | Litauen            | Oklahoma City Thunder (an New York Knicks abgegeben)       | Žalgiris Kaunas                |
| 35   | Herbert Jones          | SF       | Vereinigte Staaten | New Orleans Pelicans                                       | Alabama (Sr.)                  |
| 36   | Miles McBride          | PG       | Vereinigte Staaten | Oklahoma City Thunder (an New York Knicks abgegeben)       | West Virginia (So.)            |
| 37   | JT Thor                | PF       | Vereinigte Staaten | Detroit Pistons (an Charlotte Hornets abgegeben)           | Auburn (Fr.)                   |
| 38   | Ayo Dosunmu            | SG       | Vereinigte Staaten | Chicago Bulls                                              | Illinois (Jr.)                 |
| 39   | Neemias Queta          | C        | Portugal           | Sacramento Kings                                           | Utah State (Jr.)               |
| 40   | Jared Butler           | SG       | Vereinigte Staaten | New Orleans Pelicans (an Utah Jazz abgegeben)              | Baylor (Jr.)                   |
| 41   | Joe Wieskamp           | SF       | Vereinigte Staaten | San Antonio Spurs                                          | Iowa (Jr.)                     |
| 42   | Isaiah Livers          | SF       | Vereinigte Staaten | Detroit Pistons                                            | Michigan (Sr.)                 |
| 43   | Greg Brown             | PF       | Vereinigte Staaten | New Orleans Pelicans (an Portland Trail Blazers abgegeben) | Texas (Fr.)                    |
| 44   | Kessler Edwards        | SF       | Vereinigte Staaten | Brooklyn Nets                                              | Pepperdine (Jr.)               |
| 45   | Juhann Begarin         | SG       | Frankreich         | Boston Celtics                                             | Paris Basketball               |
| 46   | Dalano Banton          | PG       | Kanada             | Toronto Raptors                                            | Nebraska (So.)                 |
| 47   | David Johnson          | PG       | Vereinigte Staaten | Boston Celtics                                             | Louisville (So.)               |
| 48   | Sharife Cooper         | PG       | Vereinigte Staaten | Atlanta Hawks                                              | Auburn (Fr.)                   |
| 49   | Marcus Zegarowski      | PG       | Vereinigte Staaten | Brooklyn Nets                                              | Creighton (Jr.)                |
| 50   | Filip Petrušev         | C        | Serbien            | Philadelphia 76ers                                         | KK Mega Basket                 |
| 51   | Brandon Boston Jr.     | SG       | Vereinigte Staaten | Memphis Grizzlies (an Los Angeles Clippers abgegeben)      | Kentucky (Fr.)                 |
| 52   | Luka Garza             | C        | Vereinigte Staaten | Detroit Pistons                                            | Iowa (Sr.)                     |
| 53   | Charles Bassey         | C        | Nigeria            | Philadelphia 76ers                                         | Western Kentucky (Jr.)         |
| 54   | Sandro Mamukelashvili  | C        | Georgien           | Indiana Pacers (an Milwaukee Bucks abgegeben)              | Seton Hall (Sr.)               |
| 55   | Aaron Wiggins          | SG       | Vereinigte Staaten | Oklahoma City Thunder                                      | Maryland (Jr.)                 |
| 56   | Scottie Lewis          | SG       | Vereinigte Staaten | Charlotte Hornets                                          | Florida (So.)                  |
| 57   | Balša Koprivica        | C        | Serbien            | Charlotte Hornets (an Detroit Pistons abgegeben)           | Florida State (So.)            |
| 58   | Jericho Sims           | PF       | Vereinigte Staaten | New York Knicks                                            | Texas (So.)                    |
| 59   | RaiQuan Gray           | PF       | Vereinigte Staaten | Brooklyn Nets                                              | Florida State (Jr.)            |
| 60   | Georgios Kalaitzakis   | SF       | Griechenland       | Indiana Pacers (an Milwaukee Bucks abgegeben)              | Panathinaikos Athen            |